# Poule de Saxe
Pour les articles homonymes, voir Saxe.
La  poule de Saxe ou poule saxonne est une race de poule domestique originaire de Saxe.

## Description
C'est une volaille vive, d'une forme un peu allongée, à bouffants modérés, de hauteur moyenne avec une tête et une crête petites.

### Origine
Cette race est sélectionnée en Allemagne depuis 1886. Elle est issue de croisements entre la minorque, la langshan allemande et la sumatra.

### Standardofficiel
- Masse idéale : Coq : 2,5 à 3 kg ; Poule : 2 à 2,5 kg
- Crête : simple
- Oreillons : blancs
- Couleur des yeux : rouge à brun clair selon variété
- Couleur de la peau : blanche
- Couleur des tarses : selon variété
- Variétés de plumage : noir, blanc, coucou, fauve
- Œufs à couver : min. 55g, coquille jaune clair à brun clair
- Diamètre des bagues : Coq : 20mm ; Poule : 18mm

## Sources
- Le Standard officiel des volailles (Poules, oies, dindons, canards et pintades), édité par la SCAF.